# Чернолёвка
Чернолёвка также Чернолеука (рум. Cernoleuca) — село в Дондюшанском районе Молдавии. Относится к сёлам, не образующим коммуну.

## География
Село расположено на высоте 238 метров над уровнем моря.

## Население
По данным переписи населения 2004 года, в селе Чернолеука проживает 2087 человек (976 мужчин, 1111 женщин).
Этнический состав села:
| Национальность | Число жителей | Процентный состав |
| -------------- | ------------- | ----------------- |
| молдаване      | 2058          | 98,61             |
| русские        | 10            | 0,48              |
| румыны         | 10            | 0,48              |
| украинцы       | 7             | 0,34              |
| прочие         | 2             | 0,1               |
| Всего          | 2087          | 100 %             |

## Достопримечательности
- В селе располагалось имение бессарабского землевладельца, депутата Государственной думы Российской империи I созыва Константина Фёдоровича Казимира (1860—1910). На участке площадью в 4000 десятин (из которых 450 десятин дубового леса) К. Ф. Казимир организовал образцовое хозяйство, выписывал из-за границы селекционные сорта растений, новейшую сельскохозяйственную технику. Здесь же проживала мать помещика Варвара Васильевна[9][10].
- Дом-музей молдавского художника Игоря Виеру.
- Детский дом.

## Известные уроженцы
- Виеру, Игорь Дмитриевич (1923—1983) — советский молдавский живописец и график.